# Caravane hospitalière
Pour les articles homonymes, voir Caravane.
La caravane hospitalière prend naissance en Terre sainte ; c'était à l'origine une colonne formée par un groupe de chevaliers en déplacement. Avec la perte des territoires latins et l'installation des Hospitaliers à Rhodes, la notion de caravane change de signification pour prendre celle d'expédition maritime.
La caravane maritime contre les pirates turcs à Rhodes puis contre les Barbaresques à partir de Malte sera rendu obligatoire pour pouvoir avoir des responsabilités dans l'Ordre et même à Malte pour pouvoir prononcer ses vœux et devenir frère-chevalier.
Ce terme, attesté dès 1160 en latin médiéval caravana et vers 1195 sous la forme carvane, est emprunté au persan kārwān qui signifie « file de chameaux » ou « troupe de voyageurs ».

## Caravane terrestre
Au XIIe siècle, avec l'évolution de la fonction hospitalière de l'ordre de Saint-Jean de Jérusalem vers une fonction de plus en plus militaire, le déplacement en campagne des chevaliers doit s'organiser pour assurer la sécurité des routes, des pèlerins et des troupes. Ces déplacements en caravane n'étaient, à l'origine, autorisés que par le grand maître. Les caravanes étaient placées sous la responsabilité du Grand maître, de son lieutenant, du maréchal ou d'un commandeur d'expérience ; elles comportaient toujours la présence d'un maréchal qui avait la responsabilité des chevaux et d'un prêtre pour faire face aux circonstances extrêmes. Les bêtes de somme qui étaient intégrées à la caravane étaient sous la responsabilité de « caravaniers » rattachés à une commanderie ou un fort et qui étaient chargés d'accompagner les chevaliers. Cette fonction de caravane uniquement liée au déplacement n'était pas synonyme d'expédition guerrière.
La perte de la Terre sainte oblige l'Ordre à se replier sur Chypre puis à prendre possession par la force de Rhodes. Il n'est alors plus question de caravane, les déplacements sur l'île étaient suffisamment sécurisés.

## Caravane maritime

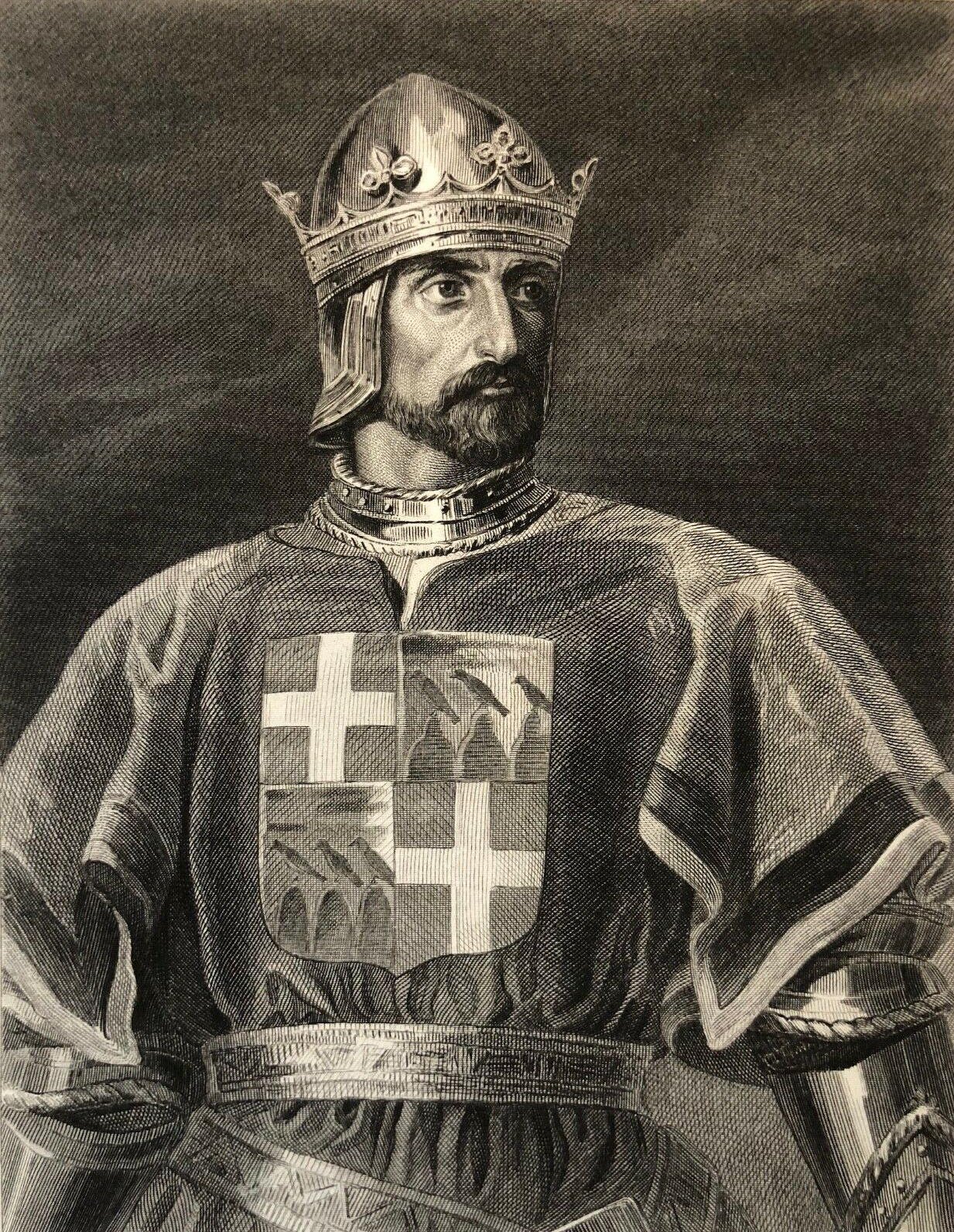
Foulques de Villaret, Grand maître des Hospitaliers de Saint-Jean de Jérusalem au début du XIVe siècle, gravure ap. 1841

Déjà à Chypre, les Hospitaliers se rendent compte que Limassol est ouverte à tous vents aux saccages des pirates arabes. Le chapitre général hospitalier ayant refusé l'installation en Italie pour rester au plus près de la Terre sainte à reconquérir, il devient évident qu'il faille armer une flotte capable de défendre l'île mais aussi d'attaquer sur mer.
Le pape Clément V autorise en 1306 le nouveau grand maître Foulques de Villaret (1305–1319) à armer une flotte sans l'autorisation de Henri II roi de Chypre. L'Ordre dispose alors de deux galères, une fuste, un galion et deux dromons. Dans cette région de la Méditerranée orientale, les côtes très découpées, peu accessibles par terre, et la présence de nombreuses îles procurent de nombreux repaires aux pirates favorisant tous les trafics commerciaux mais aussi humains.
Pour rester au plus près de la Terre sainte avec l'espoir d'y revenir un jour, les Hospitaliers refusent leur retour en Occident et décident de se tailler un territoire à eux. À cette période, l'île de Rhodes est un refuge sûr pour tous les trafics bien trop loin de la souveraineté byzantine. Ils en prennent possession entre 1307 et 1310. Établis sur une île, ils n'ont pas d'autre moyen pour continuer le combat que d'aller sur mer et le combat naval permettait de se payer sur l'ennemi. Si des pirates infidèles sillonnaient les mers pour enlever des pèlerins, le prétexte était parfait pour justifier une guerre de course.
De terrestre, la puissance hospitalière allait devenir maritime. Les deux nouvelles activités de l'Ordre, la marine et la course, vont donner les moyens d'une nouvelle puissance aux Hospitaliers. C'est alors que les expéditions maritimes reprennent le nom de « caravanes » et que la course deviendra un pivot de leur activité économique pendant plus de deux siècles.

### La marine hospitalière
La marine a toujours été une dimension de l'ordre de Saint-Jean de Jérusalem. La présence du couvent et de l'action militaire en Terre sainte, l’existence des commanderies et donc des revenus en Occident, exigent un transit régulier, au moins deux fois par an, des responsions sous une forme monétaire ou matérielle. Anne Brogini cite Kristjan Toomaspoeg qui a calculé que l'Ordre a transporté par mer sur leurs propres navires ou sur des bateaux nolisés[Quoi ?] dans la deuxième moitié du XIIIe siècle à partir de Marseille, Messine, Gênes, Naples, Barcelone ou Alicante : 17 000 hectolitres de froment, 8 800 hectolitres d'orge et 1 100 hectolitres de légumineuses. 
Comme le note l'historien Alain Demurger, les ressources de l'arrière occidental servent à entretenir le front oriental. Ce front exige des armes, des munitions, des chevaux, des hommes qu'il faut aussi faire venir des commanderies européennes. Ces échanges pratiquement unilatéraux demandent donc des Hospitaliers aussi des compétences maritimes qui se concrétisent dans la création de la charge d'amiral en 1300 à Limassol.

### Le devoir de caravane
Au moment de son installation à Rhodes, tout nouveau frère doit justifier d'une ancienneté dans l'Ordre (d'où l’intérêt des présentations de minorité) de dix ans et d'une présence au couvent (à Jérusalem, à Acre, à Limassol ou à Rhodes) de cinq ans pour devenir chevalier et espérer remplir des responsabilités dans l'Ordre ou prétendre à une commanderie. En devenant une puissance maritime, l'Ordre va instituer une nouvelle obligation : participer à au moins trois caravanes pendant les cinq ans de présence au couvent.
À Malte, cette obligation sera portée à quatre caravanes avant que le grand maître Emmanuel de Rohan-Polduc rende obligatoire les caravanes avant de pouvoir prononcer les vœux.
Une caravane est une expédition maritime montée et organisée par l'Ordre sous la responsabilité du grand amiral. Cette expédition de six mois, pendant la période navigable en évitant les mauvaises mers de l'hiver, a pour objectif officiel de continuer le combat contre les infidèles, d'abord les pirates turcs à partir de Rhodes avant de combattre les Barbaresques et pour finir prendre la fonction de police de la mer à partir de Malte.

## Sources
- Nicole Bériou et Philippe Josserand, Prier et Combattre, Dictionnaire européen des ordres militaires au Moyen Âge, Paris, Fayard, 2009, 1029 p. (ISBN 978-2-213-62720-5)
- Anne Brogini, Les Hospitaliers et la mer, XIVe – XVIIe siècle, Chamalières, Lemme, coll. « illustoria », 2015, 107 p. (ISBN 978-2-917575-51-2)
- Bertrand Galimard Flavigny, Histoire de l’ordre de Malte, Paris, Perrin, 2006, 364 p. (ISBN 2-262-02115-5)